# Systemomstart
Systemomstart, ofta endast omstart, även reboot eller "boota om", är termen för när operativsystemet i en dator avslutas och sedan startar på nytt.
I operativsystem utan diskcache kan detta göras med hjälp av en knapp på datorn, men operativsystem med diskcache måste rent generellt stängas ner på ett kontrollerat sätt. Om detta görs hårdvarumässigt utan att diskcachen hinner skrivas till disken kan data gå förlorat och verktyg för att säkerställa filsystemets konsistens kan behöva köras, exempelvis chkdsk och ScanDisk.
På IBM-kompatibla datorer finns det en koppling i BIOS för att starta om datorn, Ctrl-Alt-Del. I t.ex. MS-DOS gör detta att diskcachen skrivs till hårddisken och data därmed inte går förlorat.
En återställningsknapp (eng. reset button) återställer en dator, ett TV-spel eller annat system till dess ursprungliga läge, i praktiken oftast genom att göra en omstart av systemet.
På hemdatorn Commodore 64 använde man ofta en återställningsknapp istället för att starta om genom att stänga av och sätta på maskinen därför att knappen inte bröt strömtillförseln och därmed fanns all data i RAM-minnet intakt och kunde utforskas eller ändras som man ville.